# Carmelo Travieso
Carmelo Travieso Peña (nacido el 9 de mayo de 1975 en Río Piedras, Puerto Rico) es un exjugador de baloncesto puertorriqueño. Con 1,82 metros de estatura, jugaba en la posición de escolta.

## Trayectoria
- Universidad de Massachusetts (1996-1997)
- Piratas de Quebradillas  (1993)
- Titanes de Morovis (1993-2000)
- Vaqueros de Bayamón (2001-2003)
- Cangrejeros de Santurce  (2004-2006)

## Participaciones en competiciones internacionales

### Mundiales
- Grecia 1998 11/16

### Juegos olímpicos
- Atlanta 1996 10/12